# Тара Каннінґем
Тара Каннінґем (англ. Tara Cunningham, 10 травня 1972) — американська важкоатлетка.
Олімпійська чемпіонка 2000 року в категорії до 48 кг, учасниця 2004 року.
Переможниця Панамериканських ігор 1999 (до 48 кг), 2003 (до 48 кг) років.